# The Drowning EP
The Drowning EP é o primeiro álbum EP do Dashboard Confessional, lançado em 27 de Fevereiro de 2001 pela Fiddler Records. 
A fotografia foi tirada por Ryan Joseph Shaughnessy, mesmo fotógrafo de The Swiss Army Romance e The Places You Have Come to Fear the Most.

## Faixas
1. "Drowning" – 3:18
2. "Anyone, Anyone?" – 1:55
3. "For Justin" – 1:58